# Selkirkshire
Selkirkshire är ett grevskap i Storbritannien.   Det ligger i kommunen Scottish Borders och riksdelen Skottland, i den centrala delen av landet, 500 km norr om huvudstaden London. Arean är 691 kvadratkilometer.
Terrängen i Selkirkshire är lite kuperad.